# Rudolf Poch
Pour les articles homonymes, voir POCH.
Rudolf Pöch (Tarnopol (Galicie), 17 avril 1870 - Innsbruck, 4 mars 1921) est un ethnologue, anthropologue et explorateur autrichien.

## Biographie
Précurseur de l'anthropologie visuelle, il est le fondateur de l'Institut d'anthropologie de Vienne.
Effectuant des travaux pour l'Institut de Berlin, il explore la Nouvelle-Guinée de 1901 à 1906 durant laquelle il apportera la preuve formelle de l'existence des Pygmées, en même temps que Samuel Phillips et après Albert Bushnell.  Il en obtient par un matériel de prise de vue perfectionné de nombreux témoignages visuels et sonores.
Il voyage encore en Afrique du Sud de 1907 à 1909 et, lors de la Première Guerre mondiale, fait de nombreuses études ethnologiques sur les prisonniers de guerre.
Ses collections sont exposées au Muséum d'histoire naturelle de Vienne et au Filmarchiv Austria (de).
Il est inhumé au cimetière central de Vienne.

## Hommage
Une rue de Vienne (14e arrondissement) a été nommée en son honneur en 1931.

## Écrits
- Reprints of Papers on the Bushman Tribes, 1910
- Reisen im Innern Südafrikas zum Studium der Buschmänner in den Jahren 1907 bis 1909, 1910
- Über die Kunst der Buschmänner, 1911